# Island (Kentucky)
Island és una població dels Estats Units a l'estat de Kentucky. Segons el cens del 2000 tenia 435 habitants.

## Demografia
Segons el cens del 2000, Island tenia 435 habitants, 182 habitatges, i 123 famílies. La densitat de població era de 479,9 habitants/km².
Dels 182 habitatges en un 34,6% hi vivien nens de menys de 18 anys, en un 54,9% hi vivien parelles casades, en un 10,4% dones solteres, i en un 32,4% no eren unitats familiars. En el 29,1% dels habitatges hi vivien persones soles el 13,7% de les quals corresponia a persones de 65 anys o més que vivien soles. El nombre mitjà de persones vivint en cada habitatge era de 2,39 i el nombre mitjà de persones que vivien en cada família era de 2,98.
Per edats la població es repartia de la següent manera: un 26,9% tenia menys de 18 anys, un 8,7% entre 18 i 24, un 26,2% entre 25 i 44, un 25,3% de 45 a 60 i un 12,9% 65 anys o més.
L'edat mediana era de 36 anys. Per cada 100 dones de 18 o més anys hi havia 83,8 homes.
La renda mediana per habitatge era de 23.750 $ i la renda mediana per família de 31.875 $. Els homes tenien una renda mediana de 33.333 $ mentre que les dones 15.313 $. La renda per capita de la població era de 15.284 $. Entorn del 9,5% de les famílies i el 12,5% de la població estaven per davall del llindar de pobresa.

## Poblacions més properes
El següent diagrama mostra les poblacions més properes.